# Neubaustrecke Troisdorf–Mainz-Bischofsheim
Die Neubaustrecke Troisdorf–Mainz-Bischofsheim ist eine langfristige Planung für den Neubau einer rechtsrheinischen Güterverkehrsstrecke zwischen Troisdorf und Mainz-Bischofsheim, um das Rheintal von der Belastung durch Güterzüge zu entlasten. Als zentrales Element einer Variante dieser Neubaustrecke ist dabei ein Westerwald-Taunus-Tunnel in der Diskussion.

## Grundgedanke
Um die Anwohner im Mittelrheintal von Güterverkehrslärm wirksam zu entlasten, aber vor allem auch um eine Kapazitätserhöhung sowie Fahrzeitenverkürzung im Güterverkehr zwischen Köln und Bonn sowie Mainz/Wiesbaden zu erzielen, ist eine Güterverkehrs-Neubaustrecke im Korridor Troisdorf–Mainz-Bischofsheim mit Verbindungskurven nach Koblenz im Bundesverkehrswegeplan 2030 (BVWP 2030) im potenziellen Bedarf vorgesehen (Projekt 2-004-V04). In Richtung Ruhrgebiet soll sich noch eine Ausbaustrecke Troisdorf–Gremberg an die Neubaustrecke anschließen. Das Projekt wurde nicht in den vordringlichen Bedarf aufgenommen.
Die Verbindung wäre im Fall einer Realisierung Teil des neuen Rhein-Alpen-Korridors (transeuropäische Netze), der von Rotterdam, Amsterdam und Antwerpen bis nach Genua führen soll.

## Westerwald-Taunus-Tunnel
Der 2015 erstellte Vorschlag eines Ingenieurbüros, einen 118 km langen und bis zu 10 Milliarden Euro teuren Westerwald-Taunus-Tunnel zwischen Sankt Augustin und Bischofsheim zu bauen (als Variante in zwei 47 bzw. 71 Kilometer langen Teilabschnitten bei oberirdischer Querung des Lahntals), wurde im Bundesverkehrswegeplan 2015 lediglich als zu prüfendes Vorhaben eingeordnet. Für den Bundesverkehrswegeplan 2030 schied das Projekt wegen Unwirtschaftlichkeit bereits in der Vorprüfung aus.
Im August 2022 wurden in einer Studie die Kosten auf 6,8 Milliarden Euro geschätzt.